# Simon Taal
Simon Taal (* 26. Januar 1985 in Köln) ist ein deutscher Schauspieler, Webdesigner, Fotograf und Blogger.

## Biografie
2001 spielte er im Kinofilm Edelweißpiraten von Niko von Glasow mit. Er verkörperte die Rolle des 16-jährigen Peter Ripke, der von der Hitlerjugend zu der Widerstandsgruppe Edelweißpiraten aus Köln-Ehrenfeld wechselt. 
Zwischen 2006 und 2011 drehte er mehrere Kurzfilme, darunter für die ifs Köln, Ruhrakademie Schwerte, Kunsthochschule für Medien Köln, SAE Köln und FH Salzburg. Beim letzteren spielte er in „Imsael“ einen Amokläufer, sein Vater wird von Olaf Krätke dargestellt. Weiterhin stand er 2007 im Independent-Horrorfilm „Suffer And Die“ neben Norman Sonnleitner und Nikolai Will vor der Kamera. Der Film hatte am 3. Dezember 2008 in Konstanz Kinopremiere.
2009 stand er als Ruprecht in dem Stück „Der zerbrochne Krug“ in Bonn und Köln auf der Bühne. 2011 wirkte er in einer kleinen Rolle im Spielfilm „Beinahe negativ“ mit, Regie führte Sascha Fehrentz. Der Film hatte Anfang 2012 Premiere. Anfang 2012 spielte er im Musikvideo zu „Worst mistake“ vom Wuppertaler Rapper Meelman mit. Der Clip wurde erstmals am 25. April im Cinemaxx Wuppertal gezeigt. Im Jahr 2014 stand er beim Dreh des Spielfilms "Nur ein Tanz" als der Autist Stefan vor der Kamera. 2015 war er bei Unter uns in zwei Folgen als Damian Schneider zu sehen.
Neben seiner schauspielerischen Aktivität ist er als Fotograf tätig.
Simon Taal wuchs in Pulheim auf und hat sechs Geschwister. Seit September 2008 ist er wohnhaft in Köln. Er besuchte die Max-Ernst-Gesamtschule in Köln-Bocklemünd, wo er 2004 das Abitur machte.

## Filmografie
- 2001: Edelweißpiraten (Kino)
- 2006: Spr@chlos (Kurzfilm)
- 2007: Ismael (Kurzfilm)
- 2007: Der Anruf (Kurzfilm)
- 2007: Renaissance (Kurzfilm)
- 2007: Praktikant (Kurzfilm)
- 2007: Studium Deluxe (Kurzfilm)
- 2007: Oilerboy (Musikvideo)
- 2007: Neuneinhalb
- 2007: Suffer And Die
- 2008: Family Business (Kurzfilm)
- 2009: Planet Emily - One Night Stand (Musikvideo)
- 2010: Ich wollt noch raus (Kurzfilm)
- 2010: Blutrausch (Kurzfilm)
- 2010: Pamfax (Internet-Werbespot)
- 2011: Beinahe negativ
- 2011: Die andere Richtung (Kurzfilm)
- 2011: Lu-Lu-Love (Kurzfilm)
- 2012: Meelman - Worst mistake (Musikvideo)
- 2012: Das Huhn und die Heuschrecke (Kurzfilm)
- 2013: Fatman - The Quark Knight (Kurzfilm)
- 2014: Nette - Nutte - Nerd (Webfilm)
- 2014: Nur ein Tanz
- 2015: Unter uns (Zwei Episoden)